# Kwalliso
Kwalliso o kwan-li-so (in Hangul "관리소", traslitterato "Gestione dell'ufficio") è un termine generico per indicare le colonie penali utilizzate in Corea del Nord per la rieducazione attraverso il lavoro di reati gravi. Il Dipartimento di Stato degli Stati Uniti d'America ha stimato nel 2017 un totale di prigionieri politici compreso tra gli 80 000 e 120 000.
In contrapposizione a questi sistemi, i condannati vengono inviati nei kwalliso senza alcuna forma di processo, poiché sono membri della terza generazione della loro famiglia in base ad un sistema simile al sippenhaft germanico.
Il codice penale nordcoreano prevede per il lavoro forzato un periodo a breve o lungo termine, limitato o a vita in base alla gravità del reato commesso.
Il lavoro forzato nei kwalliso consiste in lavori in miniera (come quelle di antracite, oro e minerali ferrosi), disboscamenti, taglialegna o doveri agricoli. Inoltre, all'interno dei campi sono presenti attività gestite dallo Stato come fattorie o produzione di mobili.
Le stime suggeriscono che all'inizio del 2007, un totale di 6 campi kwalliso erano operativi nel Paese: dei 14 iniziali, alcuni furono uniti o chiusi in seguito alla ricollocazione dei prigionieri.

## Origini e sviluppo
Seconda solo allo sviluppo del programma nucleare, le accuse di violazioni dei diritti umani in Corea del Nord sono alla base dell'impressione negativa del Paese a livello internazionale. Tracciando lo sviluppo di queste prigioni, è possibile conoscere la via della nazione stessa. Inoltre, la nascita e lo sviluppo delle prigioni può essere ricondotto direttamente ai diversi legami con il resto del mondo e alla radicalizzazione dello Stato.

### Emergenza storica e concettualizzazione
Nel gennaio del 1979, Amnesty International pubblicò un rapporto dettagliato sulla storia di Ali Lameda, un poeta venezuelano che fu arrestato in Corea del Nord nel 1967, trattenuto per un anno senza processo, posto agli arresti domiciliari e in seguito incarcerato per 6 anni anche se la sentenza ne aveva previsti 20. Fu il primo rapporto in assoluto riguardo ai diritti umani in Corea del Nord.
L'incarcerazione dei prigionieri politici non è una pratica unica nordcoreana o stalinista: il sistema di prigioni in Corea del Nord, sviluppato durante il governo di Kim Il-sung (1945–94) e supervisionato dal nipote Kim Jong-un, viene considerato un'abominazione e descritto come "barbarico", un "moderno olocausto" e occasionalmente come un “gulag”. L'uso contemporaneo del termine gulag riguardo all'intricato sistema detentivo rappresenta un riferimento ai forti legami del Paese con l'ex Unione Sovietica e suggerisce che, assieme all'ideologia comunista estremizzata, all'economia pianificata e alla collettivizzazione oltre al sistema di repressione politica e delle purghe sviluppati durante il regime di Stalin, la Corea del Nord abbia ereditato la maggior parte delle pratiche dall'URSS.

### Influenze staliniste e maoiste
Sin dalla fondazione, la Corea del Nord ha mantenuto delle relazioni molto complesse con la Cina e l'Unione Sovietica: dopo la fine della guerra di Corea (1953), Kim Il-sung si appoggiò ai due paesi per chiedere un supporto economico e militare. Prima della crisi sino-sovietica dei primi anni sessanta, Kim visitò le capitali di entrambi i Paesi, ma la divisione diede dei grandi problemi per il leader nordcoreano, che cercò di rimanere in buoni rapporti con entrambi gli stati. Kim riuscì a rimanere al potere per un lungo periodo di tempo principalmente grazie alle relazioni diplomatiche con Cina e URSS, ma la crisi sino-sovietica diede a Kim Il-sung anche un ampio spazio di manovra tra le due potenze socialiste, ciascuna delle quali fu costretta a tollerare la sua indipendenza temendo di rendere la Corea del Nord un paese nemico.
Mentre secondo la tradizione nordcoreana, Kim Il-sung è stato l'unico ideatore di tutta la politica nazionale, in realtà non fu originale in tutte le sue idee, poiché anche le fondamenta del juche, l'ideologia ufficiale del Paese, sono state attribuite ai primi filosofi coreani. Il modello per il sistema dei campi di prigionia potrebbe essere derivato quindi dai gulag istituiti da Stalin negli anni trenta, arrivati in Corea del Nord come reazione contro la destalinizzazione degli anni cinquanta nell'URSS. Un'altra possibilità è che l'allontanamento di Kim dalla dottrina sovietica abbia portato ad un avvicinamento alla Cina maoista.

### Sviluppo del sistema dei campi di prigionia
La storia nordcoreana è caratterizzata da diverse ondate di repressioni e persecuzioni politiche, ma non vi è ancora una pista non coerente in grado di mostrare quando i meccanismi politici e penali si adeguarono sistematicamente a loro favore. La storia dei gruppi perseguitati in Corea del Nord inizia con le origini del Paese in seguito alla sconfitta dell'Impero giapponese nella seconda guerra mondiale e alla liberazione della penisola coreana. Al nord, Kim Il-sung purgò sistematicamente i suoi oppositori politici, creando un sistema altamente centralizzato che gli garantì un potere illimitato e un culto della personalità. La Corea del Nord istituì una rivoluzione che incluse riforme popolari genuine come l'istituzione del turno lavorativo di otto ore, la promozione dell'alfabetizzazione e l'imposizione della parità formale dei sessi. Tuttavia, ciò portò anche a purghe di coreani tra la polizia e il governo che collaborarono con i giapponesi e a un programma di confische che espropriò i proprietari terrieri feudali nipponici e dell'aristocrazia coreana. Numerosi funzionari di polizia epurati e proprietari terrieri coreani fuggirono a sud, ma i loro familiari rimasti nel nord rimasero dei sospettati e molti sarebbero stati imprigionati nelle carceri nord coreane.
Mentre Kim Il-sung tentava di far aderire gli esuli coreani di ritorno (per lo più membri dei partiti comunisti di Cina, Giappone e URSS) al Partito del Lavoro di Corea, i suoi piani per la Corea del Nord furono contestati da altri partiti politici coreani affiliati a due religioni: il cristianesimo protestante e una fede sincretica indigena conosciuta come Donghak, in seguito chiamata Ceondoismo. Questi movimenti sociali basati sulla religione avevano guidato l'opposizione interna al dominio giapponese in Corea ed erano molto ben organizzati nelle aree settentrionali della penisola coreana. Uno di questi leader fu in realtà una prima scelta da parte dell'Amministrazione civile sovietica per la guida dello stato nordcoreano appena nato nel 1945, anche se declinò l'invito. La soppressione di questi partiti non comunisti portò a numerosi arresti ed esecuzioni con famiglie ancora oggi sospettate.
Un'altra serie di purghe si verificò dopo il tentativo di rovesciare Kim Il-sung nel 1956. In tale occasione, fu introdotta la pratica dell'"autocritica", dove le persone a tutti i livelli del partito, inclusi i membri del Politburo e i ministri del governo, furono costrette a sottoporsi a queste dimostrazioni intenzionalmente umilianti di dedizione al Partito. Tali pratiche furono molto crudeli, poiché alcune vittime rimasero estromesse dal lavoro mentre un numero minore perse anche la vita. La serie di persecuzioni degli anni cinquanta lasciò indenne l'unica fazione che Kim Il-sung apprezzava, ovvero la sua fedele schiera di partigiani comunisti e anti-giapponesi della Manciuria che divenne in seguito la base duratura dell'attuale regime nordcoreano. Tuttavia, non ci sono riferimenti nelle documentazioni riguardo a un processo di collettivizzazione oppure a un metodo sistematico per imprigionare i "traditori" nei campi.
Oggi, i campi di internamento per le persone accusate di reati politici o denunciate come politicamente inaffidabili sono gestiti dal Dipartimento di sicurezza dello Stato. Tuttavia, la suddivisione dei ruoli tra le agenzie di sicurezza è apparentemente cambiata nel tempo e tra le province, influenzata dalle priorità politiche, dalla capacità disponibile, dal potere relativo degli alti funzionari e dalla misura in cui una particolare agenzia godeva della fiducia del capo supremo. In molti casi, le tre principali agenzie di sicurezza - il Dipartimento di sicurezza dello Stato, il Ministero della sicurezza popolare e il Comando di sicurezza militare - hanno dovuto competere per dimostrare la loro efficienza nell'identificare gli avversari ideologici e ottenere quindi il favore del leader. In relazione a incidenti o questioni viste come principali minacce politiche, il leader o gli organi decisionali centrali hanno richiesto alle agenzie di sicurezza di coordinare le loro indagini. Ci sono rapporti, ad esempio, riguardo all'istituzione di strutture semipermanenti per ordine segreto di Kim Jong-il e mantenute sotto Kim Jong-un.
È ampiamente sospettato che i campi della Corea del Nord, poi, siano diventati siti per i prigionieri di guerra sudcoreani non rimpatriati dalla guerra di Corea, o per altri cittadini sudcoreani e giapponesi rapiti da agenti della sicurezza e della polizia nordcoreani nel corso del corso degli ultimi trenta a quaranta anni del XX secolo, e nel XXI secolo.
In breve, non sembra esserci stato alcun percorso lineare nell'evoluzione del sistema dei campi di prigionia politica nordcoreano. Sembra essere stato, allo stesso tempo, una controazione alla destalinizzazione in seguito ad un aumento delle pratiche staliniste per mantenere uno stretto controllo e ad una successiva gravitazione verso le politiche e le influenze maoiste. Tuttavia, non è chiaro se sia stato un lavoro pragmatico e clandestino di burocrazia che ha assorbito decenni di persecuzioni, oppure il lavoro di un singolo.

## Popolazione
Attualmente nei kwalliso sono presenti tra gli 80 000 e i 120 000 prigionieri politici.Il numero è sceso dai 150 000-200 000 negli anni novanta e nei primi duemila, per via di rilasci, morti, e l'abbandono del principio della responsabilità della famiglia, dove i parenti di un criminale politico venivano considerati criminali e quindi imprigionati. Le prime stime risalgono al 1982, quando il numero presunto era di 105 000 prigionieri.

## Posizione dei campi
Il kwalliso consiste in una serie di accampamenti sparsi nel territorio che misurano diversi chilometri in lunghezza e larghezza. Il numero di questi accampamenti è variato nel tempo. Si trovano, per lo più, nelle valli tra le alte montagne, per lo più, nelle province settentrionali della Corea del Nord. Per ogni kwalliso, sono internati tra i 5 000 e 50 000 prigionieri.
I kwalliso sono solitamente circondati lungo i perimetri esterni da recinti di filo spinato con torri di guardia e sorvegliati da pattuglie armate. Gli accampamenti comprendono "villaggi" chiusi e autonomi per le singole persone, di solito i presunti malfattori, e altri "villaggi" chiusi e recintati per le famiglie allargate dei malfattori.
Di seguito, una lista dei campi kwalliso in attività:
- campo di prigionia n° 14: Kaech'ŏn, P'yŏngan Meridionale
- campo di prigionia n° 16: Hwasŏng, Hamgyŏng Settentrionale
- campo di prigionia n° 18: Pukch'ang, P'yŏngan Meridionale
- campo di prigionia n° 25: Ch'ŏngjin, Hamgyŏng Settentrionale

## Chiusure
- Nel 1989, il campo n° 11 nella contea di Kyŏngsŏng fu chiuso e circa 20 000 prigionieri di famiglia furono trasferiti in altri campi di lavoro politici[12]
- Nel 1989 fu chiuso anche il campo di prigionia n° 12 di Ch'angp'yŏng, nella contea di Onsŏng poiché troppo vicino al confine cinese.[12]
- Alla fine del 1990, fu chiuso il campo n° 13 di Chongsŏng, sempre nella contea di Onsŏng, e circa 30 000 prigionieri furono ricollocati in seguito ai timori riguardanti la troppa vicinanza del campo al confine cinese[12]
- Il campo n° 27 della contea di Ch'ŏnma, nel P'yŏngan Settentrionale, venne chiuso nel 1990.[12]
- Il campo n° 26 della contea di Sŭngho, nel Hwachŏn-dong, fu chiuso nel gennaio 1991.[12]
- Tra il 2003 e il 2007 si pensa che siano stati chiusi altri tre campi.[12]
- Nel 2012 è stato chiuso il campo di concentramento di Hoeryŏng n° 22.[13]

## Struttura legislativa
I kwalliso sono gestiti da una polizia segreta del Dipartimento di sicurezza dello Stato che non è legata alle leggi e ai tribunali del governo nordcoreano. Tuttavia, ogni campo deve operare in stretta concordanza all'ideologia ufficiale dello stato, ovvero il Juche.

### Principi operativi
Ai detenuti viene detto regolarmente che loro sono dei traditori della patria e del leader che meritano l'esecuzione, ma il Partito del Lavoro di Corea ha deciso di risparmiarli e di tenerli in vita per ripagare la nazione per il loro tradimento, attraverso il lavoro forzato per tutta la vita.
In questi campi viene data molta enfasi alla responsabilità collettiva, dove i singoli si assumono la responsabilità per gli errori della classe. Le guardie dei Kwalliso enfatizzano tale concetto incidendo frasi tratte dai discorsi di Kim Il-sung sui cartelli in legno e sulle porte.
Ai gruppi di lavoro vengono date delle quote di produzione molto stringenti, il cui mancato raggiungimento porta ad una riduzione delle razioni di cibo.

### Condizioni lavorative
Le razioni di cibo inferiori al livello di sussistenza e il pesante lavoro forzato portano ad un elevato numero di morti nei campi, provocati non solo dal lavoro estenuante ma anche dalle malattie a causa delle precarie condizioni igieniche. Le razioni di mais costituiscono l'alimento di base di ogni prigioniero, alle quali può essere aggiunto del cibo trovato sul luogo di lavoro come grano e animali. Ogni gruppo di lavoro di cinque persone possiede un informatore, come per ogni "villaggio". I sopravvissuti e i commentatori hanno comparato le condizioni di questi campi a quelli realizzati dalla Germania nazista nell'Europa centrale e orientale durante la seconda guerra mondiale per l'olocausto, definendo la rete di prigioni politiche come un olocausto nordcoreano. Ci sono stati confronti anche con i gulag dell'URSS di Stalin, e molti media occidentali descrivono i "Kwalliso" come i "Gulag della Corea del Nord"

## Internamento dei prigionieri
Secondo le dichiarazioni dei dissidenti nordcoreani, i prigionieri vengono internati nei campi in due modi:
- gli individui sono quasi sempre presi e scortati da funzionari del Dipartimento di sicurezza dello Stato, per poi essere detenuti in piccole celle ed in seguito sottoposti a interrogazioni intense e prolungate, con percosse e gravi torture, dopo le quali i prigionieri sono inviati in uno dei campi di lavoro;
- tra i familiari, il principale sospettato è il primo ad essere scortato nei campi di prigionia, mentre gli altri sono successivamente prelevati dagli ufficiali del Bowibu e internati. Ai membri della famiglia viene concesso di portare nel campo i propri beni; tuttavia, questi vengono spesso impiegati per corrompere guardie o funzionari;

## Accampamento
Le torri di guardia e le recinzioni di filo spinato delimitano di solito i confini di un campo separandolo dal terreno impraticabile.
I prigionieri sono posti in villaggi frazionati situati spesso alle pendici di valli e montagne. I singoli abitanti sono raggruppati in diverse mense e dormitori comuni, mentre le famiglie sono poste in baracche e devono provvedere da sole al cibo.

### Suddivisione dei campi
Le aree degli accampamenti sono suddivisi in base ai singoli e alle famiglie,  ai malviventi e ai malpensanti. Sia i singoli che le famiglie sono suddivisi ulteriormente per una "zona di elaborazione rivoluzionaria" o una "zona di controllo totale":
- la "zona di elaborazione rivoluzionaria" (혁명화구역?, hyŏngmyŏnghwa kuyŏkLR) è destinata ai prigionieri che hanno l'opportunità di un futuro rilascio dal campo e del ritorno nella società. Tuttavia, questi prigionieri sono sottoposti ad una rieducazione ideologica, con la memorizzazione forzata dei discorsi di Kim Il-sung e Kim Jong-il con un'enfasi specifica data alla rieducazione dei bambini. Si pensa che una zona di elaborazione rivoluzionaria sia attiva nel campo di concentramento di Pukch'ang e in quello di Yodok;
- nelle "zone di controllo totale" (완전통제구역?, wanjŏn t'ongje kuyŏkLR)  non esistono molti resoconti riguardo alla rieducazione di prigionieri, perché molto probabilmente gli internati sono considerati "controrivoluzionari" e non viene contemplato il loro rilascio.

## Testimonianze
Secondo i disertori nordcoreani, i cittadini del Paese sono a conoscenza dell'esistenza dei campi ma non della loro posizione esatta. I prigionieri politici vengono definiti come le "persone che vengono inviate nelle montagne".

## Domande di chiusura
Amnesty International riassume così la situazione dei diritti umani nei kwalliso nordcoreani: "Nei campi, uomini, donne e bambini affrontano il lavoro pesante forzato, il cibo inadeguato, violenze, cure mediche assolutamente inadeguate e condizioni di vita non igieniche. Molti si ammalano in prigione, e un gran numero muore in custodia o subito dopo il rilascio." L'organizzazione chiede l'immediata chiusura di tutti i campi di prigionia politica attivi in Corea del Nord, e la richiesta è supportata dalla International Coalition to Stop Crimes against Humanity in North Korea, una coalizione di oltre 40 organizzazione attive nella difesa dei diritti umani.